# S-400 Triumf
S-400 Triumf (ros. C-400 Триумф) – rosyjski system rakietowy czwartej generacji typu ziemia-powietrze, opracowany przez Centralne Biuro Konstrukcyjne Ałmaz-Antiej, stanowiący wersję rozwojową systemu S-300PMU (Kod NATO: SA-10C). System S-400 ma cechować się zwiększoną skutecznością w zwalczaniu samolotów o obniżonej wykrywalności.

## Rozwój
Nowoczesny system przeciwlotniczy S-300P został przyjęty na uzbrojenie w ZSRR pod koniec lat 70. XX wieku, charakteryzujący się wykorzystaniem po raz pierwszy w ZSRR rakiet odpalanych pionowo z pojemników startowych. Obok rozwoju tego systemu, już na początku lat 80. podjęto w biurze konstrukcyjnym Ałmaz prace nad systemem nowej generacji. Wymagania taktyczne sformułowano w 1986 roku i wtedy też pojawiło się oznaczenie S-400. Zakładano zwiększenie zasięgu do 300–400 km oraz ilości zwalczanych równocześnie celów. Nowy system miał jednak zachować pokrewieństwo z rodziną S-300P, w tym zunifikowane miały być wyrzutnie i zachowana możliwość obsługiwania starszych pocisków. W pierwotnej wersji systemu S-400 zachowano 70-80% technologii zastosowanych w systemie S-300, w tym kontenery startowe, wyrzutnie oraz radary. Początkowo był znany jako S-300PMU3, a później przemianowany na S-400 (Kod NATO: SA-21 Growler).
Budowa S-400 rozpoczęła się w późnych latach 90. XX wieku. System został oficjalnie zapowiedziany w styczniu 1999 roku. 12 lutego przeprowadzono pierwsze testy, które jak 100% innych ujawnionych rosyjskim mediom testów zakończyło się powodzeniem. Początkowo S-400 był testowany z wykorzystaniem rakiet używanych przez S-300, jednak z powodu niewiele lepszych osiągów od swoich poprzedników, zdecydowano się na opracowanie nowego typu rakiet. S-400 otrzymał cztery nowe typy rakiet, 9M96E i 9M96E2 o zasięgu odpowiednio 40 i 120 km oraz rakiety dalekiego zasięgu 48N6E3/48N6DM i 40N6 zdolną niszczyć cele w odległości 400 km. 28 kwietnia 2007 roku system S-400 został formalnie przyjęty na uzbrojenie rosyjskich sił zbrojnych.

## System
System S-400 ugrupowany jest w bataliony składające się z od 8 do 12 wyrzutni, mieszczących po cztery pociski w każdej. System S-400 ma cechować się zwiększoną skutecznością w zwalczaniu samolotów o niskiej skutecznej powierzchni odbicia.
Wykrywanie celów zapewnia system radarowy Niebo-M, w którego skład wchodzi RLM-M (55Zh6UME) pracujący na falach o dużej długości, co umożliwia wykrywanie celów na dużych dystansach (400 km), w tym celów o obniżonej sygnaturze radarowej jak samoloty z wysokimi charakterystykami stealth. Z uwagi jednak na użycie przez RLM-M fal o dużej długości, radar nie daje obrazu sytuacji o dużej rozdzielczości, co uniemożliwia określenie dokładnej pozycji celu, a więc pobranie namiaru bojowego i naprowadzanie pocisków rakietowych.

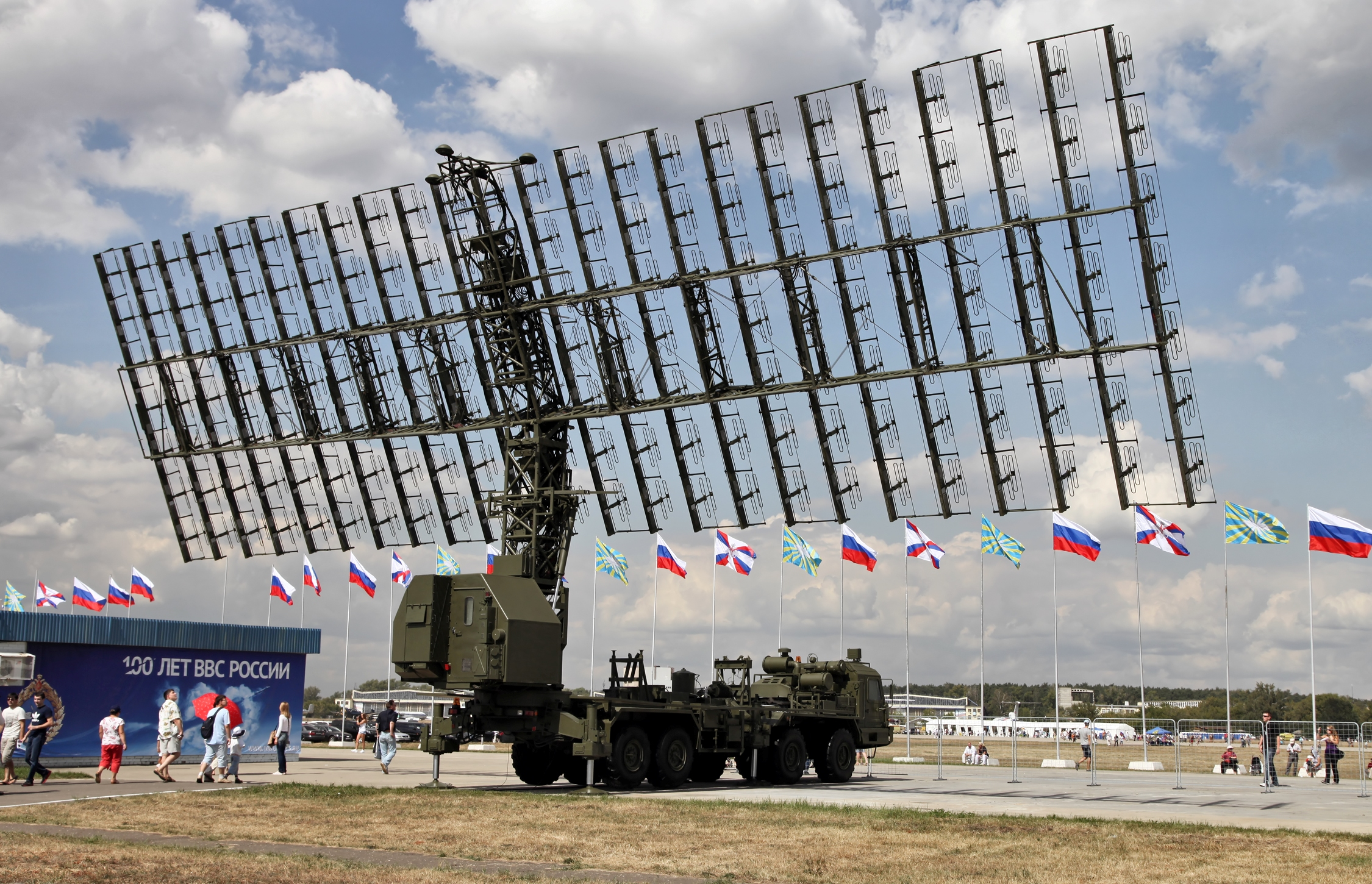
Radar wstępnego wykrywania RLM-M

Toteż Niebo-M uzupełniany jest w batalionie pracującym w paśmie L radarem RLM-S (55Zh6ME). Pasmo L jest obok w pasm S, C, X oraz Ku najczęściej wykorzystywanym pasmem przy wykrywaniu celów zapewniającym rozdzielczość wystarczającą do pobrania namiaru bojowego i naprowadzania na cel (zarówno jednak pasmo L jak i S, nie są wystarczające dla śledzenia obiektów stealth). Ostatnim elementem systemu jest pracujący w paśmie X radar RLM-S. Radary pracujące na falach o wysokiej częstotliwości nie są jednak w stanie wykryć obiektów stealth z dużej odległości, toteż założeniem systemu S-400 jest wskazanie przez radar RLM-M ogólnego kierunku w którym znajduje się obiekt stealth, co umożliwia wcześniejsze przygotowanie pracujących w pasmie X radarów na wykrycie obiektu stealth, gdy ten znajdzie się w niewielkiej odległości (34 km w przypadku samolotu F-35). W skład batalionu wchodzi także mobilne centrum dowodzenia 55K6E na podwoziu samochodowym, najczęściej 8 wyrzutni typu TEL TP85TE2 lub 5P85SE2 oraz mobilny maszt 40W6MR.

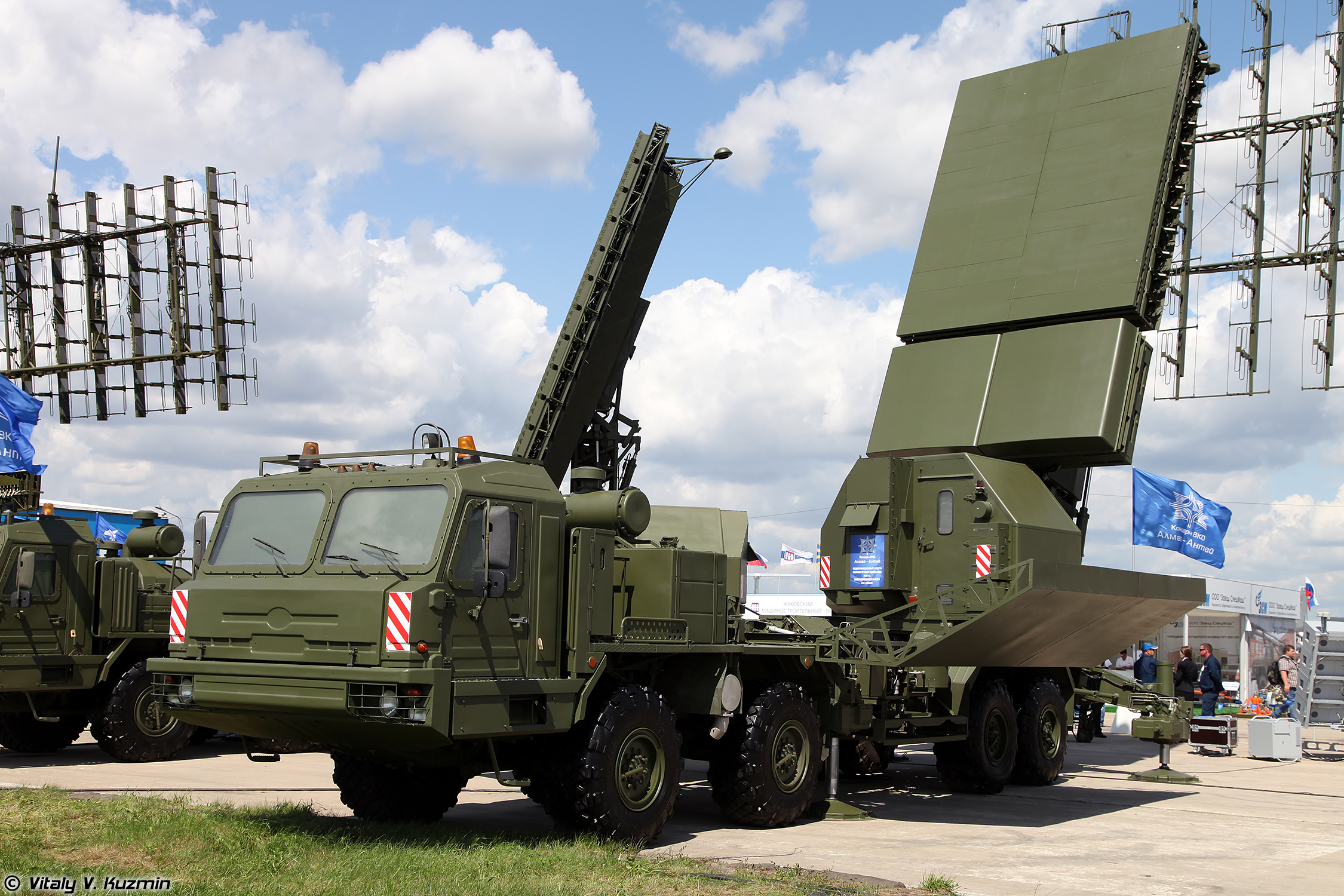
Wchodzacy w skład systemu radarowego Niebo-M systemu S-400, pracujący w paśmie X radar RLM-S

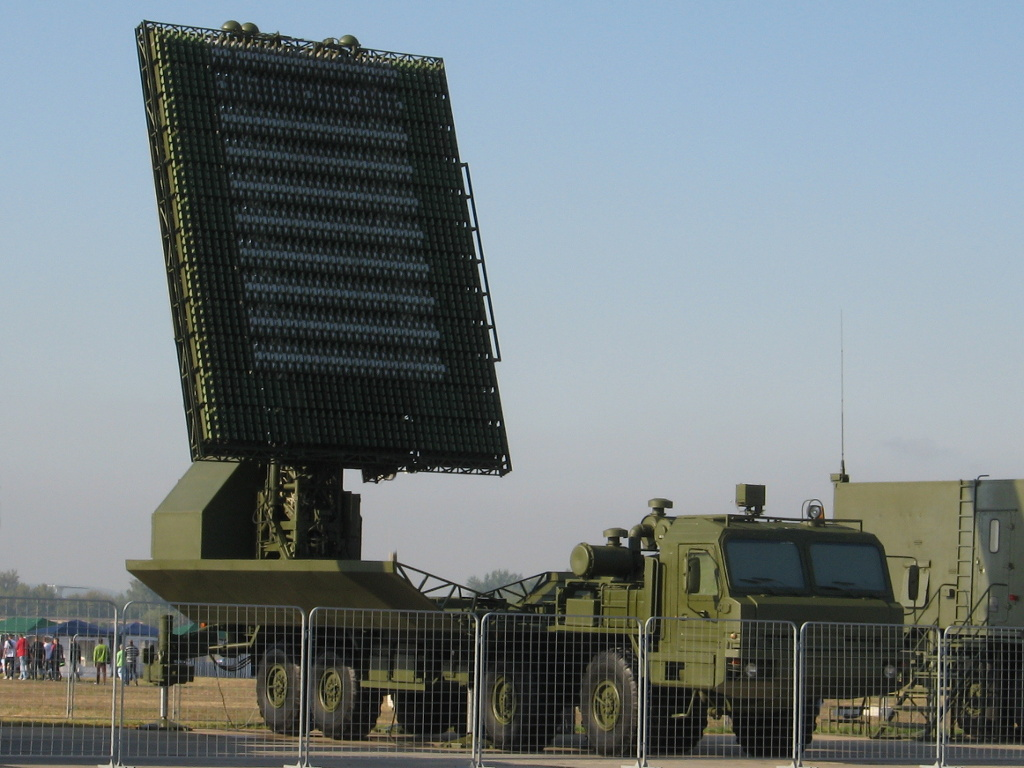
Pracujący w paśmie L radar RLM-D

Według oficjalnego stanowiska Rosji dla rosyjskich mediów, system S-400 był testowany 32 razy w sześciu różnych ćwiczeniach i nie wydarzył się ani jeden test nieudany, co najprawdopodobniej jest dezinformacją. Rosja nie ujawniła też rodzajów przechwytywanych przez system celów, a fakt, że wszystkie testy odbywały się w ramach ćwiczeń sugeruje, że Rosja nie przeprowadzała testów podczas fazy konstrukcyjno-rozwojowej systemu. Dostępne informacje sugerują, że Rosja jest jednym z nielicznych krajów które nie ujawniają żadnych informacji o nieudanych testach, a według oficjalnych informacji rządu rosyjskiego 100% testów kończy się sukcesem.

## Rakiety
S-400 może korzystać z czterech nowych typów rakiet (48N6E3, 40N6, 9M96E, 9M96E2), a także z rakiet używanych przez poprzedni system S-300PMU2 Faworit (48N6E, 48N6E2). W rezultacie S-400 może być uzbrojony w zestaw różnych rakiet, co zapewnia dużą uniwersalność oraz umożliwia dostosowanie do danego zagrożenia.
- 48N6E3/48N6DM – pierwsza z nowych rakiet dalekiego zasięgu dla systemu S-400, będąca wersją rozwojową 48N6E2, o zasięgu 240 km
- 40N6 – rakieta dalekiego zasięgu, mogąca zwalczać cele powietrzne na odległość 400 km[11]. Rakieta ta ma za zadanie niszczenie samolotów kontroli i wczesnego ostrzegania AWACS, JSTARS
- 9M96E, 9M96E2 – jednostopniowe rakiety o zasięgu odpowiednio 40 i 120 km, przeznaczone do zwalczania samolotów oraz wszelkiego typu broni lotniczej. Są lżejsze i mniejsze od odpowiedników używanych przez inne systemy S-300. Prawdopodobieństwo trafienia ma wynosić 0.9 dla samolotów załogowych i 0.8 dla bezzałogowych. Rakieta może manewrować przy przeciążeniach sięgających 20 g i wysokościach do 35 km[6][c].

## Użytkownicy i wprowadzenie do sprzedaży
Arabia Saudyjska zamówiła system S-400 w październiku 2017 roku. Szacowany koszt dywizjonu w przypadku kontraktu dla Arabii Saudyjskiej to ok. 320 milionów dolarów, przy koszcie jednego pojazdu 40–50 milionów.
Według doniesień prasowych użytkownikiem S-400 będą także Chiny. Zamówienia mają dotyczyć dostawy co najmniej sześciu dywizjonów (48 wyrzutni) S-400, a wartość kontraktu ma przekraczać 3 mld dolarów. Chiny ubiegały się o możliwość zakupu S-400 już od pewnego czasu, jednak Rosja w obawie przed nadmiernym wzmacnianiem potęgi militarnej Chin, nie zezwalała na eksport tak nowoczesnej broni. Pierwsze jednostki miały być skierowane na obszar Chin w rejonie Tajwanu, co pozwoliłoby kontrolować przestrzeń powietrzną nad wyspą. Tymczasem jeden transport S-400 do Chin został uszkodzony przez sztorm i zniszczony przez Rosjan.
5 października 2018 roku Indie podpisały kontrakt na kupno systemu. W lipcu 2019 roku Turcja została pierwszym eksportowym użytkownikiem systemu, co wobec obaw o szpiegostwo wojskowo-techniczne doprowadziło do pozbawienia Turcji udziału w programie JSF i możliwości nabycia myśliwców wielozadaniowych F-35. Jednocześnie, w 2021 roku z powodu niespełnienia przez pierwszy dostarczony batalion systemu S-400 tureckich oczekiwań w zakresie sprawności S-400 w zwalczaniu nisko lecących obiektów, dronów oraz pocisków manewrujących Turcja zrezygnowała z przewidzianego wcześniejszą umową zakupu kolejnego batalionu tego systemu.

## Użycie operacyjne systemu
System S-400 został skierowany do służby operacyjnej w 2007 roku i choć odniósł sukcesy podczas rosyjskiej pełnoskalowej inwazji na Ukrainę, jego udziałem stały się też spektakularne porażki. System S-400 poniósł straty w konflikcie o Górski Karabach w 2016 roku, gdzie radary systemu były niszczone przez izraelskiej produkcji drony-kamikaze i inną amunicję krążącą. W kwietniu 2017 roku rozstawiony w Latakii rosyjski batalion S-400 nie przechwycił 60 amerykańskich pocisków manewrujących wystrzelonych na syryjską bazę lotniczą Shayrat w Hims. Przy deklarowanym przez Rosję zasięgu 400 km rosyjskiego systemu, baza Shayrat znajdowała się około 150 kilometrów od miejsca stacjonowania S-400 w Latakii.
Doświadczenia z używania systemu S-400 przez tureckie siły zbrojne stały się powodem oskarżenia Rosji o celowe wprowadzenie w błąd co do transferu technologi produkcji systemu oraz jego rzeczywistych charakterystyk, które odbiegają od wartości rzeczywistych. Zgodnie z ujawnionymi danymi tureckimi, system jest w stanie wykryć cel wielkości Jumbo Jeta na dystansie 400 km znajdujący się na wysokości 20 000 metrów, jednak w przypadku celu na wysokości 5 000 metrów odległość wykrycia spada wielokrotnie, zaś efektywność systemu spada do 30–40%. Przy celu znajdującym się na wysokości 1 000 metrów maksymalny zasięg wykrycia spada do 70-180 km, zaś przy celach poniżej pułapu 1 000 metrów - przy celach aerodynamicznych poniżej 1 km - skuteczny zasięg zwalczania nie wykracza poza dystans kilku kilometrów.

### Wojna na Ukrainie
Systemy S-400 używane są przez Rosję również  podczas rozpoczętej przez Rosję pełnoskalowej inwazji na Ukrainę w 2022 roku. Nie są znane szczegóły użycia tego systemu w walkach na Ukrainie, jednak według niektórych informacji 25 lutego 2022 roku pociskiem wystrzelonym z systemu S-400 zestrzelony został należący do sił powietrznych Ukrainy samolot myśliwski Su-27 pilotowany przez płk. Ołeksandra Oksanczenkę. Pocisk, którym zestrzelony został samolot Oksanczenki, wystrzelony został z terytorium Białorusi, zaś przechwycenie nastąpiło niedaleko Kijowa w odległości ok. 150 km od wyrzutni. Ukraińskie samoloty Su-27 od czasów radzieckich nie były jednak znacząco unowocześniane, nie były więc wyposażone w jakiekolwiek środki walki elektronicznej, a wiele ukraińskich samolotów nie dysponowało nawet urządzeniami ostrzegającymi o zagrożeniach i zbliżających się pociskach rakietowych.
Nie są znane łączne ukraińskie straty zadane przez pociski systemu S-400, jednak wraz z napływem na Ukrainę pomocy wojskowej z państw zachodnich (w tym pocisków antyradarowych AGM-88 HARM, pocisków manewrujących Storm Shadow i systemów rakietowych HIMARS) oraz dzięki odpowiedniemu użyciu ukraińskiej konstrukcji pocisków manewrujących Neptun, siły rosyjskie zaczęły ponosić straty w systemach S-400, które same stały się celem ukraińskich ataków. Do września 2023 roku rosyjskie wojska straciły elementy bądź nawet cały batalion systemu S-400 w co najmniej 5 przypadkach. W czasie jej trwania, system ten nie okazał się tak skuteczny jak wynikało z wcześniejszych rosyjskich deklaracji, jednak oprócz zwalczania celów powietrznych, rosyjskie systemy S-400 używane są przez Rosję do ataku na cele lądowe w Ukrainie.